# Vlaamse Cultuurraad (samenstelling 1974-1977)
Dit is de lijst van de leden van de Vlaamse Cultuurraad in de legislatuur 1974-1977. De Vlaamse Cultuurraad was een verre voorloper van het Vlaams Parlement en werd nog niet rechtstreeks verkozen.
De legislatuur 1974-1977 telde 221 leden. Dit waren de 120 leden van de Nederlandse taalgroep uit de Kamer van volksvertegenwoordigers verkozen bij de verkiezingen van 10 maart 1974 en de 101 leden van de Nederlandse taalgroep uit de Belgische Senaat, verkozen op 10 maart 1974, aangeduid door de provincieraden of gecoöpteerd.
De legislatuur ging van start op 4 april 1974 en eindigde op 15 februari 1977.

## Samenstelling
| Fractie | Fractie   | Zetels |
| ------- | --------- | ------ |
|         | CVP       | 98     |
|         | BSP       | 48     |
|         | Volksunie | 38     |
|         | PVV       | 36     |
|         | KPB       | 1      |

## Lijst van de parlementsleden
| Volksvertegenwoordiger        | Partij    | Kieskring                 | Opmerkingen |
| ----------------------------- | --------- | ------------------------- | --- |
| Leo Tindemans                 | CVP       | Antwerpen                 | |
| Greta Dielens                 | CVP       | Antwerpen                 | Vervangt vanaf 4 mei 1976 Maria Verlackt-Gevaert, die op pensioen gaat.                                                                                  |
| Karel Blanckaert              | CVP       | Antwerpen                 | Voorzitter van de CVP-fractie tot 7 oktober 1974 en van 27 november 1974 tot 6 januari 1975.                                                             |
| Herman Suykerbuyk             | CVP       | Antwerpen                 | |
| Frank Swaelen                 | CVP       | Antwerpen                 | |
| Tijl Declercq                 | CVP       | Antwerpen                 | |
| Wivina Demeester              | CVP       | Antwerpen                 | |
| Achiel Smets                  | CVP       | Antwerpen                 | |
| Jos Van Eynde                 | BSP       | Antwerpen                 | Voorzitter van de commissie Radio en Televisie. |
| Wim Geldolf                   | BSP       | Antwerpen                 | |
| Jan Mangelschots              | BSP       | Antwerpen                 | |
| Bob Cools                     | BSP       | Antwerpen                 | |
| Jos Van Elewyck               | BSP       | Antwerpen                 | Voorzitter van de commissie Culturele Promotie en Cultureel Patrimonium en vanaf 19 oktober 1976 secretaris.                                             |
| Frans Grootjans               | PVV       | Antwerpen                 | |
| Karel Poma                    | PVV       | Antwerpen                 | |
| Jacky Buchmann                | PVV       | Antwerpen                 | |
| Hugo Schiltz                  | Volksunie | Antwerpen                 | |
| Reimond Mattheyssens          | Volksunie | Antwerpen                 | Voorzitter van de commissie Taalwetgeving en Taalbescherming.                                                                                            |
| Hector Goemans                | Volksunie | Antwerpen                 | |
| André De Beul                 | Volksunie | Antwerpen                 | |
| Guido Verhaegen               | CVP       | Mechelen-Turnhout         | |
| Michel Van Dessel             | CVP       | Mechelen-Turnhout         | |
| Désiré Van Daele              | BSP       | Mechelen-Turnhout         | |
| Hugo Adriaensens              | BSP       | Mechelen-Turnhout         | |
| Ludo Sels                     | Volksunie | Mechelen-Turnhout         | |
| Joos Somers                   | Volksunie | Mechelen-Turnhout         | |
| Jeanne Janssen-Peeraer        | CVP       | Mechelen-Turnhout         | Vervangt vanaf 19 oktober 1976 Frans Van Mechelen, die uit de nationale politiek stapt.                                                                  |
| Renaat Peeters                | CVP       | Mechelen-Turnhout         | |
| Francis Tanghe                | CVP       | Mechelen-Turnhout         | |
| Jos Dupré                     | CVP       | Mechelen-Turnhout         | |
| Jeanne Huybrechts-Adriaensens | BSP       | Mechelen-Turnhout         | |
| Paul De Clercq                | PVV       | Mechelen-Turnhout         | |
| Jozef Belmans                 | Volksunie | Mechelen-Turnhout         | |
| Renaat Van Elslande           | CVP       | Brussel                   | |
| Rika Steyaert                 | CVP       | Brussel                   | Voorzitter van de commissie Jeugdbeleid, Permanente Vorming en Sport vanaf 12 februari 1976.                                                             |
| Paul De Keersmaeker           | CVP       | Brussel                   | |
| Achille Diegenant             | CVP       | Brussel                   | |
| Paul De Kerpel                | CVP       | Brussel                   | |
| Roger De Wulf                 | BSP       | Brussel                   | |
| August De Winter              | PVV       | Brussel                   | |
| Louis Cantillon               | PVV       | Brussel                   | |
| Vic Anciaux                   | Volksunie | Brussel                   | |
| Jef Valkeniers                | Volksunie | Brussel                   | |
| Paul Peeters                  | Volksunie | Brussel                   | |
| Louis Van Geyt                | KPB       | Brussel                   | |
| Godelieve Devos               | CVP       | Leuven                    | Secretaris tot 9 mei 1974 en ondervoorzitter vanaf 9 mei 1974.                                                                                           |
| Jaak Henckens                 | CVP       | Leuven                    | Voorzitter van de commissie Jeugdbeleid, Permanente Vorming en Sport tot 11 februari 1976 en voorzitter van de CVP-fractie vanaf 18 februari 1975.       |
| Paul Devlies                  | CVP       | Leuven                    | |
| Henri Boel                    | BSP       | Leuven                    | Voorzitter van de BSP-fractie. |
| Louis Tobback                 | BSP       | Leuven                    | |
| Georges Sprockeels            | PVV       | Leuven                    | |
| Robert Rolin Jaequemyns       | PVV       | Leuven                    | |
| Jan Daems                     | PVV       | Leuven                    | |
| Willy Kuijpers                | Volksunie | Leuven                    | |
| Daniel Coens                  | CVP       | Brugge                    | Secretaris. |
| Fernand Vandamme              | CVP       | Brugge                    | |
| Frank Van Acker               | BSP       | Brugge                    | |
| Willem Content                | BSP       | Brugge                    | |
| Albert Claes                  | PVV       | Brugge                    | |
| Marcel Coucke                 | CVP       | Kortrijk-Ieper            | |
| André Dequae                  | CVP       | Kortrijk-Ieper            | |
| Marc Olivier                  | CVP       | Kortrijk-Ieper            | |
| Jules Mathys                  | BSP       | Kortrijk-Ieper            | |
| André Kempinaire              | PVV       | Kortrijk-Ieper            | Voorzitter van de PVV-fractie van 9 mei 1974 tot 16 oktober 1976.                                                                                        |
| Luc Vansteenkiste             | Volksunie | Kortrijk-Ieper            | |
| Dries Claeys                  | CVP       | Veurne-Diksmuide-Oostende | |
| Alfons Laridon                | BSP       | Veurne-Diksmuide-Oostende | |
| Raoul Bonnel                  | PVV       | Veurne-Diksmuide-Oostende | |
| Emiel Vansteenkiste           | Volksunie | Veurne-Diksmuide-Oostende | |
| Jaak Vandemeulebroucke        | Volksunie | Veurne-Diksmuide-Oostende | |
| Robert Gheysen                | CVP       | Roeselare-Tielt           | |
| Erik Vankeirsbilck            | CVP       | Roeselare-Tielt           | |
| André Bourgeois               | CVP       | Roeselare-Tielt           | |
| Gustaaf Nyffels               | BSP       | Roeselare-Tielt           | |
| Mik Babylon                   | Volksunie | Roeselare-Tielt           | |
| Marcel Bode                   | CVP       | Kortrijk-Ieper            | |
| Gustave Breyne                | BSP       | Kortrijk-Ieper            | |
| Roger Otte                    | CVP       | Oudenaarde-Aalst          | |
| Ghisleen Willems              | CVP       | Oudenaarde-Aalst          | |
| Paul Van Der Niepen           | BSP       | Oudenaarde-Aalst          | Vervangt vanaf 16 november 1976 Albert Van Hoorick, die op pensioen gaat. Van Hoorick was secretaris van 9 mei 1974 tot 18 oktober 1976.                 |
| Diane D'haeseleer             | PVV       | Oudenaarde-Aalst          | Vervangt vanaf 15 februari 1977 Louis D'haeseleer, die burgemeester van Aalst wordt.                                                                     |
| Richard Van Leemputten        | Volksunie | Oudenaarde-Aalst          | |
| Georgette De Kegel            | Volksunie | Oudenaarde-Aalst          | |
| Jan Verroken                  | CVP       | Oudenaarde-Aalst          | |
| Paul Ghysbrecht               | BSP       | Oudenaarde-Aalst          | |
| Herman De Croo                | PVV       | Oudenaarde-Aalst          | |
| Wilfried Martens              | CVP       | Gent-Eeklo                | |
| Adhémar d'Alcantara           | CVP       | Gent-Eeklo                | |
| Maurice Van Herreweghe        | CVP       | Gent-Eeklo                | |
| Adhémar Deneir                | CVP       | Gent-Eeklo                | |
| Gilbert Temmerman             | BSP       | Gent-Eeklo                | |
| Livien Danschutter            | BSP       | Gent-Eeklo                | |
| Willy De Clercq               | PVV       | Gent-Eeklo                | |
| Emile Flamant                 | PVV       | Gent-Eeklo                | |
| Leopold Niemegeers            | PVV       | Gent-Eeklo                | |
| Jean Kickx                    | PVV       | Gent-Eeklo                | |
| Frans Baert                   | Volksunie | Gent-Eeklo                | |
| Paul Van Grembergen           | Volksunie | Gent-Eeklo                | |
| Omer De Mey                   | CVP       | Dendermonde-Sint-Niklaas  | |
| Paul De Vidts                 | CVP       | Dendermonde-Sint-Niklaas  | |
| Aimé Van Lent                 | BSP       | Dendermonde-Sint-Niklaas  | |
| Nelly Maes                    | Volksunie | Dendermonde-Sint-Niklaas  | |
| Jan Lenssens                  | CVP       | Dendermonde-Sint-Niklaas  | |
| René Uyttendaele              | CVP       | Dendermonde-Sint-Niklaas  | |
| Gustave Boeykens              | BSP       | Dendermonde-Sint-Niklaas  | |
| Frans Verberckmoes            | PVV       | Dendermonde-Sint-Niklaas  | |
| Luc Dhoore                    | CVP       | Hasselt-Tongeren-Maaseik  | |
| Alfred Bertrand               | CVP       | Hasselt-Tongeren-Maaseik  | |
| Georges Monard                | CVP       | Hasselt-Tongeren-Maaseik  | |
| Willy Claes                   | BSP       | Hasselt-Tongeren-Maaseik  | |
| Emiel Vanijlen                | BSP       | Hasselt-Tongeren-Maaseik  | |
| Alfred Vreven                 | PVV       | Hasselt-Tongeren-Maaseik  | |
| Jozef Olaerts                 | Volksunie | Hasselt-Tongeren-Maaseik  | |
| Lambert Kelchtermans          | CVP       | Hasselt-Tongeren-Maaseik  | |
| Mathieu Rutten                | CVP       | Hasselt-Tongeren-Maaseik  | |
| Chris Moors                   | CVP       | Hasselt-Tongeren-Maaseik  | Vervangt vanaf 24 februari 1976 Germaine Craeybeckx-Orij, die op pensioen gaat.                                                                          |
| Frans Wijnen                  | CVP       | Hasselt-Tongeren-Maaseik  | |
| Jean Férir                    | BSP       | Hasselt-Tongeren-Maaseik  | |
| Fernand Colla                 | PVV       | Hasselt-Tongeren-Maaseik  | |
| Evrard Raskin                 | Volksunie | Hasselt-Tongeren-Maaseik  | |
| Ferdinand Boey                | PVV       | Antwerpen                 | |
| Willy Calewaert               | BSP       | Antwerpen                 | |
| Jos Wijninckx                 | BSP       | Antwerpen                 | |
| John Van den Eynden           | BSP       | Antwerpen                 | |
| Frans Van der Elst            | Volksunie | Antwerpen                 | |
| Hector De Bruyne              | Volksunie | Antwerpen                 | |
| Paul Akkermans                | CVP       | Antwerpen                 | |
| Frans Vanderborght            | CVP       | Antwerpen                 | |
| Rika De Backer                | CVP       | Antwerpen                 | |
| Lode Bertels                  | CVP       | Antwerpen                 | |
| Herman Vanderpoorten          | PVV       | Mechelen-Turnhout         | |
| Jef Ramaekers                 | BSP       | Mechelen-Turnhout         | |
| Wim Jorissen                  | Volksunie | Mechelen-Turnhout         | |
| Constant De Clercq            | CVP       | Mechelen-Turnhout         | |
| Jos De Seranno                | CVP       | Mechelen-Turnhout         | |
| Joris Verhaegen               | CVP       | Mechelen-Turnhout         | |
| Alfons Verbist                | CVP       | Mechelen-Turnhout         | |
| Jan Bascour                   | PVV       | Brussel                   | Parlementsvoorzitter en voorzitter van de commissie Samenwerking, de commissie Reglement en de commissie Begroting.                                      |
| Louis De Grève                | PVV       | Brussel                   | |
| Lode Claes                    | Volksunie | Brussel                   | |
| Bob Maes                      | Volksunie | Brussel                   | |
| Jos Chabert                   | CVP       | Brussel                   | |
| Leo Lindemans                 | CVP       | Brussel                   | Secretaris. |
| Leo Nauwelaers                | CVP       | Brussel                   | |
| André Lagae                   | CVP       | Leuven                    | |
| August Bogaerts               | BSP       | Leuven                    | |
| Lisette Delepierre            | BSP       | Leuven                    | |
| Jos Daems                     | PVV       | Leuven                    | |
| Eloi Vandersmissen            | PVV       | Hasselt-Tongeren-Maaseik  | |
| Hubert Rubens                 | BSP       | Hasselt-Tongeren-Maaseik  | |
| Clara Smitt                   | CVP       | Hasselt-Tongeren-Maaseik  | |
| Frans Vangronsveld            | CVP       | Hasselt-Tongeren-Maaseik  | |
| Willem Mesotten               | CVP       | Hasselt-Tongeren-Maaseik  | |
| Max Smeers                    | CVP       | Hasselt-Tongeren-Maaseik  | |
| Rik Vandekerckhove            | Volksunie | Hasselt-Tongeren-Maaseik  | |
| Jean Pede                     | PVV       | Gent-Eeklo                | |
| Michel Dhooge                 | PVV       | Gent-Eeklo                | |
| Georgia Turf-De Munter        | CVP       | Gent-Eeklo                | Vervangt vanaf 15 februari 1977 Placide De Paepe, die burgemeester van Gent wordt.                                                                       |
| Maurice Dewulf                | CVP       | Gent-Eeklo                | |
| Armand Verspeeten             | BSP       | Gent-Eeklo                | |
| Oswald Van Ooteghem           | Volksunie | Gent-Eeklo                | |
| Etienne Cooreman              | CVP       | Dendermonde-Sint-Niklaas  | |
| Marcel Van der Aa             | CVP       | Dendermonde-Sint-Niklaas  | |
| Jaak De Graeve                | BSP       | Dendermonde-Sint-Niklaas  | |
| Maurits Coppieters            | Volksunie | Dendermonde-Sint-Niklaas  | Voorzitter van de Volksunie-fractie tot 24 februari 1976 en ondervoorzitter vanaf 16 maart 1976.                                                         |
| Emile Edouard Cuvelier        | PVV       | Oudenaarde-Aalst          | |
| Wim Verleysen                 | CVP       | Oudenaarde-Aalst          | |
| Adiel Dupont                  | CVP       | Oudenaarde-Aalst          | |
| Willy Vernimmen               | BSP       | Oudenaarde-Aalst          | |
| Albert Bogaert                | CVP       | Brugge                    | |
| Marcel Vandewiele             | CVP       | Brugge                    | |
| Omaar Carpels                 | BSP       | Brugge                    | |
| Albert Lavens                 | CVP       | Kortrijk-Ieper            | |
| Hilaire Lahaye                | PVV       | Kortrijk-Ieper            | |
| Frans Blancquaert             | Volksunie | Kortrijk-Ieper            | |
| Armand De Rore                | BSP       | Kortrijk-Ieper            | |
| Roger Vannieuwenhuyze         | CVP       | Roeselare-Tielt           | |
| Willy Persyn                  | Volksunie | Roeselare-Tielt           | |
| Georges Mommerency            | BSP       | Veurne-Diksmuide-Oostende | |
| Jules Van Canneyt             | CVP       | Veurne-Diksmuide-Oostende | |
| Carlo Van Elsen               | Volksunie | Mechelen-Turnhout         | |
| Jos Vangeel                   | CVP       | Antwerpen                 | |
| Joanna Nauwelaerts-Thues      | BSP       | Mechelen-Turnhout         | |
| Jozef Keuleers                | CVP       | Mechelen-Turnhout         | |
| Robert Van Rompaey            | CVP       | Mechelen-Turnhout         | |
| Ivonne Julliams               | BSP       | Antwerpen                 | |
| Robert Gijs                   | CVP       | Antwerpen                 | |
| Peter Poortmans               | PVV       | Mechelen-Turnhout         | |
| Edward Leemans                | CVP       | Leuven                    | Voorzitter van de CVP-fractie van 7 januari tot 17 februari 1975.                                                                                        |
| Jerôme Aerts                  | BSP       | Brussel                   | |
| Leo Vanackere                 | CVP       | Brussel                   | Ondervoorzitter. |
| Edgard Coppens                | BSP       | Brussel                   | |
| Robert Vandezande             | Volksunie | Leuven                    | |
| Hubert Leynen                 | CVP       | Hasselt-Tongeren-Maaseik  | |
| Jan Gerits                    | CVP       | Hasselt-Tongeren-Maaseik  | |
| José Hendrickx                | PVV       | Hasselt-Tongeren-Maaseik  | |
| Walter Claeys                 | CVP       | Gent-Eeklo                | |
| Ferdinand De Bondt            | CVP       | Dendermonde-Sint-Niklaas  | Voorzitter van de commissie Onderwijs. |
| Paula D'Hondt                 | CVP       | Oudenaarde-Aalst          | |
| Bernard Van Hoeylandt         | BSP       | Dendermonde-Sint-Niklaas  | |
| René D'haeyer                 | PVV       | Dendermonde-Sint-Niklaas  | |
| Eugeen De Facq                | Volksunie | Gent-Eeklo                | |
| Gerard Vandenberghe           | CVP       | Kortrijk-Ieper            | |
| Marcel Vandenhove             | BSP       | Kortrijk-Ieper            | |
| Achiel Vandenabeele           | CVP       | Veurne-Diksmuide-Oostende | |
| Raphaël Lecluyse              | CVP       | Kortrijk-Ieper            | |
| Guido Van In                  | Volksunie | Brugge                    | Voorzitter van de Volksunie-fractie vanaf 25 februari 1976.                                                                                              |
| Simon Février                 | PVV       | Brussel                   | |
| Louis Waltniel                | PVV       | Oudenaarde-Aalst          | Voorzitter van de PVV-fractie vanaf 19 oktober 1976. |
| Gerard Bergers                | Volksunie | Antwerpen                 | Vervangt vanaf 24 februari 1976 Maurits Vanhaegendoren (kieskring Leuven), die op pensioen gaat. Vanhaegendoren was ondervoorzitter tot 2 februari 1976. |
| Pieter Leys                   | Volksunie | Brugge                    | Vervangt vanaf 24 februari 1976 de overleden Edgard Bouwens (kieskring Mechelen-Turnhout).                                                               |
| Robert Vandekerckhove         | CVP       | Mechelen-Turnhout         | |
| Elie Van Bogaert              | BSP       | Gent-Eeklo                | |
| Gaston Geens                  | CVP       | Leuven                    | |
| Raphael Hulpiau               | CVP       | Brussel                   | Voorzitter van de CVP-fractie van 8 oktober tot 26 november 1974.                                                                                        |
| Louis Rombaut                 | BSP       | Antwerpen                 | Ondervoorzitter. |
| Lucien Martens                | CVP       | Hasselt-Tongeren-Maaseik  | |
| John Van Waterschoot          | CVP       | Leuven                    | |
| Emiel Van Nooten              | BSP       | Mechelen-Turnhout         | |
| Nora Staels-Dompas            | CVP       | Brussel                   | |
| André Vlerick                 | CVP       | Gent-Eeklo                | |